# 小行星4888
小行星4888（4888 Doreen）是一颗绕太阳运转的小行星，为主小行星带小行星。该小行星于1981年5月5日发现。

## 轨道参数
小行星4888的轨道半长轴为2.3499951 UA，离心率为0.017。